# Economia de compartilhamento

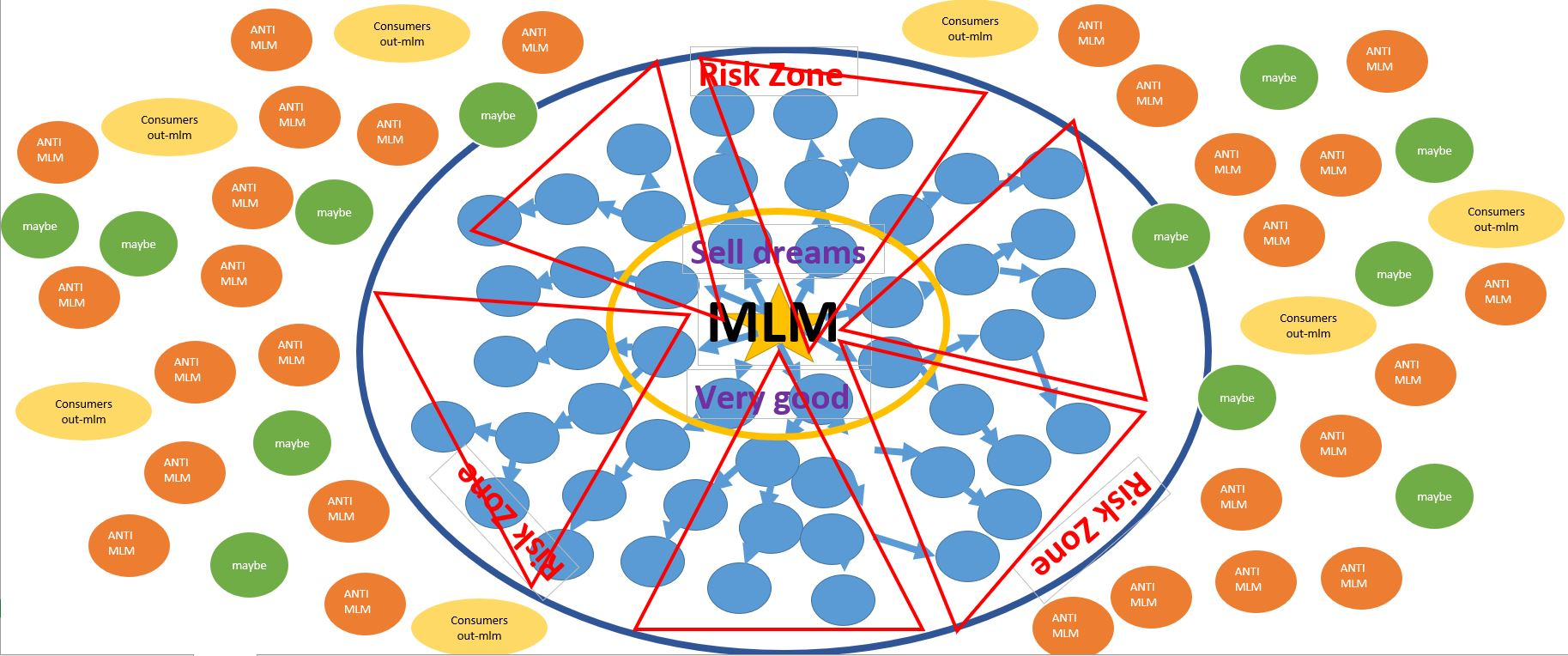
Economia de compartilhamento

Economia de compartilhamento ou economia compartilhada, são expressões genéricas que abrangem vários significados, sendo frequentemente usadas para descrever atividades humanas voltadas à produção de valores de uso comum e que são baseadas em novas formas de organização do trabalho (mais horizontais que verticais), na mutualização dos bens, espaços e instrumentos (com ênfase no uso e não na posse), na organização dos cidadãos em redes ou comunidades, e que geralmente são intermediadas por plataformas Internet.
Na origem, a expressão era empregada pela comunidade open-source para se referir ao compartilhamento do acesso a bens e serviços com base em processos colaborativos peer-to-peer. mas, atualmente, a expressão tem sido utilizada para descrever transações comerciais realizadas via mercados bilaterais online (em inglês two-sided markets), incluindo o varejo eletrônico (B2C), que visam lucro.
Segundo uma definição mais acadêmica, economia de compartilhamento é um modelo de mercado híbrido  (entre posse e doação) de trocas peer-to-peer. Tais transações são frequentemente facilitadas via serviços online comunitários.
Esse tipo de economia foi introduzido por entusiastas de tecnologia, dando início a uma nova forma de consumo, em que as pessoas preferem alugar, tomar emprestado ou compartilhar, em vez de comprar. Essa ideia está ligada ao movimento minimalista que descarta a posse de bens, exceto os essenciais. Essa modalidade de economia, na qual tudo pode ser compartilhado, é totalmente oposta aos valores da sociedade de consumo do século XX, voltada à acumulação de bens.

## Conceito
A economia compartilhada permite transações do tipo P2P, de pessoa para pessoa, e atualmente movimenta bilhões nos EUA. Por se tratar de um tipo de comércio colaborativo e consciente é visto como inovador, mas que remete aos primórdios da economia onde pessoas trocavam coisas (escambo). O valor dos bens é definido com base na necessidade, e isso se reflete positivamente no uso dos recursos naturais e no meio ambiente.
O conceito de Crowd economy surge da busca e construção por novas modelagens econômicas, em meio aos paradigmas da sociedade em rede. Cunhado em 2011, por Reinaldo Pamponet, em meio a insurgência dos movimentos crowd, a economia da/de multidão é basicamente a junção de várias pessoas, que por meio da interação, buscam novos valores de troca pelo crowd. Dessa forma, une a geração de conhecimento e entrega de valor para a sociedade com a possibilidade real de ganho e de uma nova economia.
O conceito "crowd" se refere a todo e qualquer movimento coletivo que visa a construção de algo maior, seja isto um conceito, ideia, produto, serviço, entre outros. Os maiores movimentos que observamos hoje são: crowdsourcing, crowdfunding, open innovation, collective knowledge, co-criação, cloud labor, civic engagement e consumo colaborativo.
Esses movimentos ganharam mais força em 2006, quando Jeff Howe publicou um artigo na revista Wired introduzindo o termo crowdsourcing. Modelos de crowdsourcing pressupõem a ação colaborativa de indivíduos que compartilham ideias, sugestões e críticas. Entende-se aqui que um grupo é mais inteligente que o indivíduo mais inteligente dentro do grupo.
Modelos como estes são cada vez mais escolhidos por pequenas, médias e grandes organizações por agregarem maior valor aos seus negócios: custos são reduzidos, ideias melhores e maiores são concebidas, os processos se tornam mais rápidos, a produtividade também aumenta e um público grande de pessoas é mobilizado em prol de algo maior. Evidencia-se aqui o poder das multidões e como estas, aliadas à tecnologia, mudam a forma como o mundo se relaciona e faz negócios.

## Surgimento
A ideia de ter apenas o benefício do produto em detrimento da sua posse não é algo totalmente novo. Aluguel de trajes finos para festas e aluguel de veículos já existem há bastante tempo. Contudo, após a crise mundial de 2008 as pessoas passaram a perceber que era insustentável o modelo de consumo existente.
Passou-se, então, a surgir a necessidade de cortar gastos e ter rendas extras ao trabalho do dia-a-dia. Surge aí uma oportunidade para empresas ofertarem um número maior de produtos (além dos acima citados), a valores bem mais acessíveis do que se comprássemos.
Como resultado, estes mesmos setores clássicos foram transformados. O aluguel de trajes, por exemplo, deu origem aos guarda-roupas compartilhados, que incorporam roupas para o dia-a-dia ao portfólio de produtos, sendo algumas das peças pertencentes aos próprios clientes do negócio. Já o aluguel de carros deu origem aos sistemas de transporte compartilhado, com a invenção dos aplicativos de gerenciamento de frota particular.
Sugiram também plataformas Peer to Peer que unem pessoas, que possuem esses itens e que querem compartilhá-los, com outras, em troca de um retorno financeiro. Além da crise mundial, a necessidade de preservação dos escassos recursos naturais é bastante relevante hoje em dia. Portanto, aumentar a eficiência do uso dos objetos faz bastante sentido para preservarmos o meio ambiente. Um exemplo clássico para explicar essa eficiência é o caso da furadeira. Estima-se que essa ferramenta seja utilizada apenas por 14 minutos durante toda a sua vida útil na casa de uma pessoa comum. Contudo, sabemos que ela tem capacidade de ser utilizada por muito mais tempo. Assim, faz mais sentido financeiramente e ecologicamente alugar uma furadeira somente para os momentos que realmente precisamos, do que comprá-la e deixá-la guardada. Por fim, nada disso teria tomado a dimensão que hoje tem a economia de compartilhamento sem a internet. É com a rede mundial que podemos unir todas essas pessoas e empresas em prol de uma nova forma de consumo mais sustentável e colaborativa.

## Expansão do consumo colaborativo
Essa tendência fez surgir uma gama de aplicativos capazes de ajudar a operacionalizar uma nova concepção de bens duráveis, que passam a ser vistos como objetos de uso temporário, que podem ser usados e depois vendidos, alugados ou trocados com outras pessoas, fazendo com que elas tenham mais acesso até a objetos que, de outra forma, estariam além seu poder aquisitivo.
Esse consumo colaborativo abrange diversos tipos de bens.
No setor de transportes, cada vez mais pessoas optam por serviços de compartilhamento de veículos, como nos EUA Zipcar, Car2Go e Enterprise CarShare permitem seus usuários pegar e deixar seus carros em ruas ou estacionamentos, em vez de comparecer aos tradicionais escritórios de aluguel de carros. Atualmente o serviço de car sharing no Brasil conta com a Zazcar. Para compartilhamento de caronas existem o BlaBlaCar.
Ferramentas elétricas estão incluídas no consumo colaborativo através do site 1000 Tools.
O TaskRabbit apenas une os interesses sem qualquer vinculo empregatício oferecendo assim preços menores pelo serviço.
A empresa Fitmob,  localizada no Vale do Silício, coloca em contato treinadores pessoais com os potenciais clientes através do celular, anunciou recentemente que arrecadou US$ 9,75 milhões para impulsionar seu negócio. O serviço de aluguel de quartos ou apartamentos Airbnb, em 2012, cresceu mais de 500% em todo o mundo. O Airbnb permite que viajantes aluguem quartos ou apartamentos de locais, e essa é uma oportunidade para proprietários que estão procurando uma renda extra coloque sua acomodação à disposição. Com essa ação agrega-se o aspecto humano: o morador local ajuda a conhecer a cidade e a cultura do local e pode sair mais barato que hotel.
Para os que desejam hospedagem gratuita existe a rede do Couchsurfing e nela o que se ganha são trocas de experiências culturais. Em 2017, entrou no ar a BeLocal Exchange, a primeira plataforma de troca de casa nas férias lançada no Brasil.
Pela rede são oferecidos inúmeros outros serviços de compartilhamento.
A economia de compartilhamento tem adquirido popularidade na América Latina. De acordo com um estudo feito pela consultoria Nielsen em 2013, 70% dos latino-americanos se sentiam dispostos a compartilhar seus próprios bens ou serviços, e 73% se sentiam dispostos a compartilhar os bens e serviços de outras pessoas. Na América do Norte, esses números caem para 52 e 43%, respectivamente.

## Reações negativas
A tendência deste tipo de consumo é de crescimento, afetando os negócios de todo mundo. As áreas de turismo, finanças e mobilidade são as primeiros a sofrer os efeitos da economia colaborativa e isso também muda a forma de confiança das pessoas que nesse contexto é baseada em reputação. Toda vez que uma pessoa usa um serviço ou objeto através de uma plataforma de economia de compartilhamento, essa pessoa é avaliada. Se acontecer algum problema, ele fica marcado no perfil do usuário do serviço, o que dificulta a aplicação de golpes e aumenta a segurança.
Um dos problemas enfrentados por esse tipo de economia de compartilhamento é a falta de leis que regem essa ação, ou seja, é um tipo de "comércio" que não paga impostos para o governo pois é feito de pessoa para pessoa e não por empresas. Atualmente, isso tem causado insatisfação de algumas empresas da área de hotelaria, por exemplo, e de profissionais, como os taxistas, entre outros.